# Af Ruugleey
Af Ruugleey (soms geschreven als Afreugley of Afreughley) is een gehucht in Somalië. Het ligt aan de kust van de Indische Oceaan in het district Iskushuban in de regio (gobolka) Bari in Puntland, een deelstaat met een hoge graad van autonomie in het noorden van het land. Het is ook de naam van een wadi die ca. 300 m ten zuiden van het gehucht uitmondt in zee: Uadi Afruglei. De dichtstbijzijnde grotere plaatsen zijn Bandar Beyla (83 km verder zuidelijk langs de kust) en Iskushuban, 73 km landinwaarts (hemelsbreed). 
Af Ruugleey is een seizoensgebonden vissersnederzetting waar m.n. vissers uit het 10 km noordelijker gelegen dorp Foocaar tussen september en november neerstrijken voor de kreeftenvisserij. Het bestaat slechts uit een handjevol hutjes.
Er is geen haventje of een pier: bootjes worden op het strand getrokken. Er zijn nauwelijks begaanbare wegen naar het achterland dat woestijnachtig is en zeer dun bevolkt.
De regio werd eind december 2004 getroffen door de tsunami die het gevolg was van de zeebeving in de Indische Oceaan bij Sumatra, hoewel dat duizenden kilometers verder was. Dit leidde in het jaar daarna tot inspanningen van diverse hulporganisaties zoals CARE of UNICEF, voor een betere watervoorziening, het beschikbaar maken van vissersmateriaal of het bouwen van schooltjes in getroffen kustplaatsjes in de regio. Dat gebeurde ook nadat Noord-Somalië in 2020 werd geteisterd door Gati, de ergste tropische cycloon die het land ooit trof. Het is evenwel niet bekend of ook Af Ruugleey dergelijke hulp ontving.